# Campionati europei di pentathlon moderno 2006
I campionati europei di pentathlon moderno 2006 si sono svolti a Budapest, in Ungheria, dove si sono disputate le gare maschili e femminili individuali ed a squadre.

## Risultati

### Maschili
| Evento              | Oro                                               | Argento                                                    | Bronzo                                                      |
| Individuale         | Gábor Balogh                                      | Andrej Moiseev                                             | Sándor Fülep                                                |
| A squadre           | Ungheria Gábor Balogh Sándor Fülep Viktor Horváth | Bielorussia Jahor Lapo Dzmitryj Meljach Michail Prakapenka | Russia Andrej Moiseev Il'ja Frolov Aleksej Turkin           |
| Staffetta a squadre | Ungheria Gábor Balogh Ákos Kállai Sándor Fülep    | Ucraina Jevhenij Borkin Vitaliy Budovskiy Serhij Kukšyn    | Russia Aleksej Turkin Aleksej Velikodnyj Rustem Sabirchuzin |

### Femminili
| Evento              | Oro                                                             | Argento                                                               | Bronzo                                                   |
| Individuale         | Zsuzsanna Vörös                                                 | Anastasija Samusevič                                                  | Mhairi Spence                                            |
| A squadre           | Regno Unito Mhairi Spence Georgina Harland Katherine Livingston | Bielorussia Anastasija Samusevič Taccjana Mazurkevič Hanna Archipenka | Italia Claudia Corsini Sara Bertoli Alessia Pieretti     |
| Staffetta a squadre | Polonia Sylwia Czwojdzińska Marta Dziadura Edyta Małoszyc       | Regno Unito Mhairi Spence Louise Helyer Katherine Livingston          | Russia Tat'jana Muratova Polina Stručkova Olesja Veličko |

## Medagliere
| Posizione | Paese       |   |   |   | Totale |
| --------- | ----------- | - | - | - | ------ |
| 1         | Ungheria    | 4 | 0 | 1 | 5      |
| 2         | Regno Unito | 1 | 1 | 1 | 3      |
| 3         | Polonia     | 1 | 0 | 0 | 1      |
| 4         | Bielorussia | 0 | 3 | 0 | 3      |
| 5         | Russia      | 0 | 1 | 3 | 4      |
| 6         | Ucraina     | 0 | 1 | 0 | 1      |
| 7         | Italia      | 0 | 0 | 1 | 1      |
| Totale    | Totale      | 6 | 6 | 6 | 18     |